# Porta di Adriano

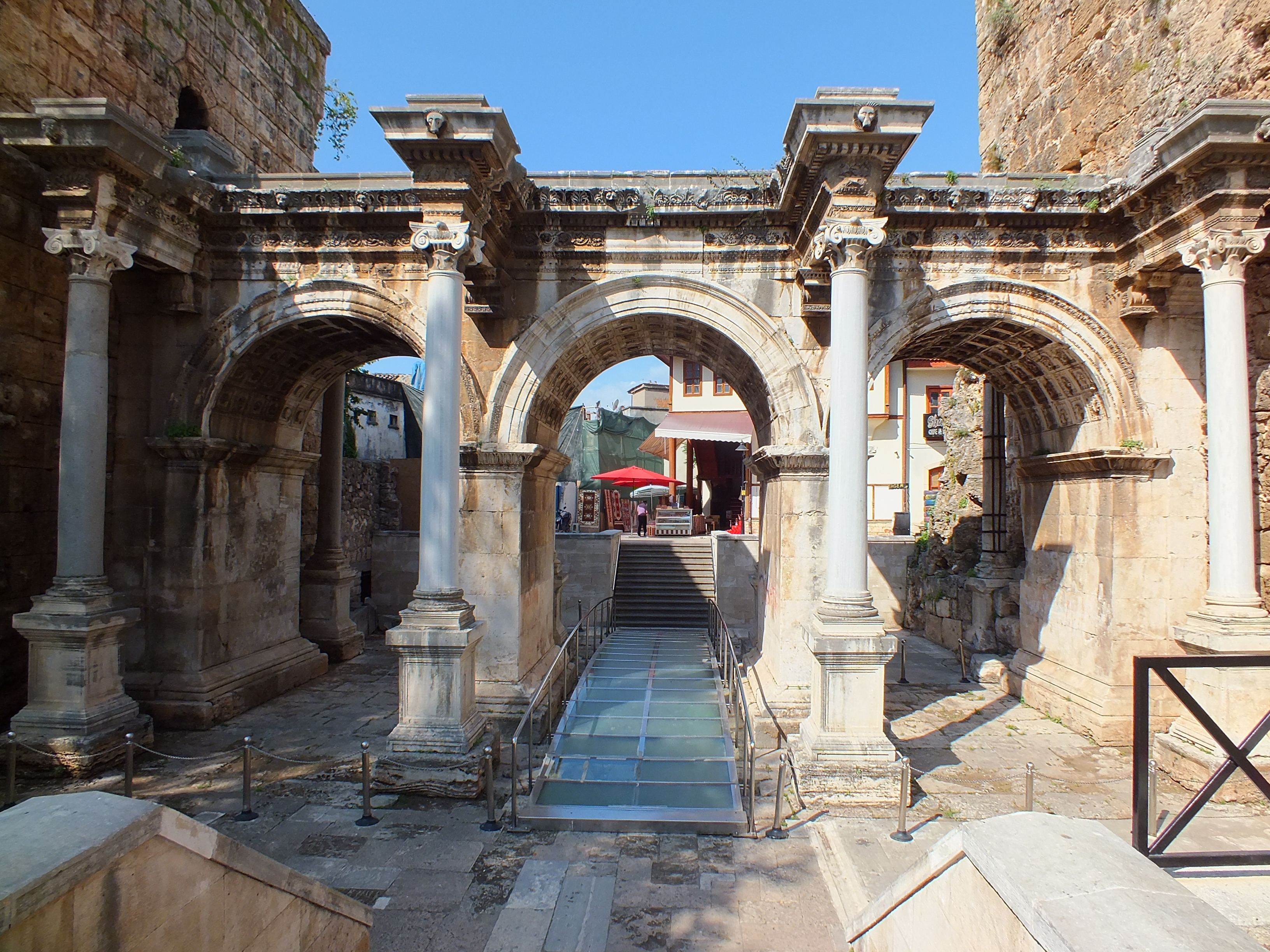
Adalia (Turchia): la porta di Adriano

La porta di Adriano (in turco Hadrian Kapısı), nota anche come le Tre porte (in turco Üçkapılar), è un arco trionfale di epoca romana della città turca di Adalia (Antalya), realizzata intorno al 130 d.C. in onore dell'imperatore Adriano.

## Storia
La porta venne eretta intorno al 130 d.C. in ricordo della visita dell'imperatore romano Adriano ad Adalia. La struttura venne successivamente incorporata nelle mura cittadine di epoca selgiuchide.
Di epoca romana è anche la torre meridionale nei pressi della porta (realizzata dopo quest'ultima), mentre sembrano essere di epoca successiva le due torri situate ai lati della struttura. Pare che in origine, nella porta fossero state erette delle statue raffiguranti l'imperatore Adriano e la sua famiglia, che però sono andate perdute.
In seguito, nella prima metà del XIII secolo, sotto il sultano Alaeddin Keykubat I, venne ricostruita la torre settentrionale.
I Paesi occidentali vennero a conoscenza dell'esistenza della porta di Adriano nel 1817 grazie a Francis Beaufort, che ne parlò nel suo diario di viaggio. In seguito, la porta di Adriano di Adalia venne descritta alla fine del XIX secolo dall'esploratore polacco Karol Lanckoroński.
La struttura venne però riportata completamente alla luce e restaurata negli anni cinquanta del XX secolo.

## Architettura
La porta di Adriano si trova lungo la Atatürk Caddesi e rappresenta l'ingresso a Kaleiçi, la parte vecchia della città di Adalia. Si trova nelle vicinanze di altri monumenti quali la torre dell'orologio, il minareto scanalato e il minareto tronco.
La struttura è formata da tre porte ad arco sorrette da quattro colonne corinzie. Complessivamente, la struttura, compresa la pavimentazione, si erge fino a circa 8 metri di altezza; i tre archi che formano la porta hanno un'altezza di 6,18 metri e una larghezza di 4,15 metri. 
Nella torre settentrionale, ricostruita nel XIII secolo, si trova un'iscrizione in turco antico, redatta in alfabeto arabo.

## Leggende
Secondo una leggenda la porta di Adriano sarebbe stata attraversata da Makeda, regina di Saba durante la sua sosta ad Aspendos (antica città nei pressi dell'attuale Adalia) nel corso del suo viaggio effettuato per raggiungere re Salomone.